# Kāfch
Kāfch (persiska: کافچ, Kāfj, Gerīcheh) är en ort i Iran.   Den ligger i provinsen Khorasan, i den nordöstra delen av landet, 800 km öster om huvudstaden Teheran. Kāfch ligger 1 347 meter över havet och antalet invånare är 587.
Terrängen runt Kāfch är kuperad norrut, men söderut är den platt.Runt Kāfch är det ganska glesbefolkat, med 30 invånare per kvadratkilometer. Närmaste större samhälle är Jīzābād, 5,2 km sydost om Kāfch. Omgivningarna runt Kāfch är i huvudsak ett öppet busklandskap.